# Powiatowy Komitet Samoobrony
Powiatowy Komitet Samoobrony – tymczasowa władza naczelna powiatu tarnobrzeskiego będąca namiastką rady powiatu, a następnie organ doradczy komisarza Polskiej Komisji Likwidacyjnej. Władzę naczelną na tym terenie sprawował od 2 do 6 listopada 1918 roku.

## Historia
Część źródeł inicjatywę utworzenia komitetu przypisuje hrabiemu Zdzisławowi Tarnowskiemu i hrabiemu Zygmuntowi Lasockiemu. Komitet został powołany 2 listopada 1918 roku (w obliczu rozpadu Monarchii Austro-Węgierskiej) w Tarnobrzegu, a w jego skład weszli: inż. Jan Bochniak (przewodniczący), dr Antoni Surowiecki, dr Ryszard Urbanik, o. Alojzy Serafiński, dr Ernest Habicht, Wojciech Wiącek, Jan Słomka i Adam Jamróz. W składzie komitetu znaleźli się wyłącznie zwolennicy prawicy, a brakło w nim przedstawicieli mieszczaństwa i ruchu ludowego. W swojej odezwie komitet poinformował o przejęciu naczelnej władzy cywilnej w powiecie tarnobrzeskim, powierzeniu władzy wojskowej Powiatowej Komedzie Wojsk Polskich, wprowadzeniu polskich rządów w urzędach, zaapelował o posłuch wobec władz i niewszczynanie zamieszek. Komitet podporządkował się Polskiej Komisji Likwidacyjnej w Krakowie. Po kilku dniach, 6 listopada 1918 roku, jego przewodniczący inż. Jan Bochniak został mianowany Powiatowym Komisarzem PKL na powiat tarnobrzeski i łączył w sobie funkcję starosty i przewodniczącego rady powiatu. Od tego czasu komitet przestał być władzą naczelną powiatu, a zaczął pełnić funkcję ciała doradczego komisarza Bochniaka.
Skład i działalność komitetu wywołały sprzeciw tarnobrzeskich przedstawicieli ruchu ludowego. 6 listopada, podczas wiecu przy pomniku Bartosza Głowackiego w Tarnobrzegu (co uznaje się za początek istnienia Republiki Tarnobrzeskiej), uczestnicy przyjęli uchwałę, zgodnie z którą nie uznano Powiatowego Komitetu Samoobrony za naczelną władzę powiatu. Komitet stał się przedmiotem ataków ze strony księdza Eugeniusza Okonia i Tomasza Dąbala. Organem władzy wykonawczej Republiki Tarnobrzeskiej, konkurencyjnym wobec Powiatowego Komitetu Samoobrony, był Powiatowy Komitet Chłopski.